# Processo platina / paládio
Processo platina / paládio é um processo fotográfico alternativo extremamente complexo, usado por artistas / fotógrafos como Alfred Stieglitz e Edward Weston durante o início do século 20. Mais recentemente, tanto Robert Mapplethorpe como Irving Penn - entre outros - também trabalharam com este processo.
Quando se utiliza esta técnica, a liberdade e o controlo do presente médio dão ao fotógrafo infinitas possibilidades de interpretar a imagem. Além disso, esta técnica oferece a possibilidade de combinar o poder e a precisão das tecnologias modernas com o encanto e a paixão contida nos mais antigos processos fotográficos.
Considerada a elite dos muitos processos alternativos, a Platinotipia é um processo de impressão fotográfica patenteado em 1873 por William Willis. Esta foi precedida por uma série de experimentações por vários fotógrafos e cientistas, que começaram em torno de 1830. Durante a Primeira Guerra Mundial, os preços da platina subiram devido à sua função como catalisadora de explosivos. Como resultado, os fotógrafos necessitaram de investigar outros processos fotográficos - a gelatino-bromide de prata entre eles. Em pouco tempo, o papel revestido de platina desapareceu do mercado. Quando foi redescoberta nos anos 1960, a platinotipia foi uma vez mais acolhida por causa da imensa gama tonal que esta técnica permite a cada fotografia. A principal vantagem desta técnica é a impregnação de sais de platina / paládio, finamente divididos, na fibra do papel, permitindo que a imagem dure o mesmo tempo que o papel no qual é gravado. A platina / paládio é um processo extremamente lento-por-impressão contacto, método que exige uma luz ultravioleta muito forte e que o negativo seja do mesmo tamanho que a fotografia desejada.
Com um pincel, um bom papel aguarela é sensibilizado com uma mistura de sais férricos (sensível à luz UV) e sais de chloroplatinite e/ou chloropalladite. Uma vez seco, o papel será exposto à luz UV em contacto apertado com o negativo. Processada, após a revelação, numa solução de oxalato de potássio, citrato de amónio ou de outros reveladores adequados para a impressão Pt / Pd, a fotografia é composta de platina (e/ou paládio), prestando à imagem uma subtil tonalidade que pode variar de frio metálico a quente vermelho, em função dos metais nobres utilizados na preparação da mistura e da temperatura do revelador. Nos dias de hoje, as estampas platina e paládio são cada vez mais procuradas por galerias, museus e coleccionadores de belas-artes, que as apreciam pela sua estabilidade e pela sua incomparável beleza.